# Quercus merrillii
Quercus merrillii és una espècie de roure que pertany a la família de les fagàcies i està dins del subgènere Cyclobalanopsis, del gènere Quercus.

## Descripció
Quercus merrillii és un arbust perennifoli que pot arribar a fer fins a 2 metres d'altura. Les branquetes són de color marró fosc. Les fulles són estretes en forma d'oval, entre 2 a 4 cm de llarg per 1 a 2 cm d'amplada, arrodonides als dos extrems o atenuant a la base, cuirassi però prim, complet o remotament crenat sencer o remot a l'apical 1/3; de color verd brillant per sobre i blanquinoses per sota, amb 6 a 8 parells de venes secundàries, aixecades a sota i amb un pecíol de 2 a 3 cm de llarg. Les seves flors tenen tres estils de 1-2 cm de llarg i les seves inflorescències són pistil·lades densament tomentoses llanoses de color marró daurat. Les glans fan 2 cm, són ovoides, de color marró, no tenen pèls, tancades 1/2 per copa sense talls; les seves cúpules tenen entre 7 a 8 anells denticulats.

## Distribució i hàbitat
Quercus merrillii creix a l'illa de Palawan, al sud-oest de les Filipines, i també a les parts de Malàisia de la propera illa de Borneo (tant a Sarawak com a Sabah).

## Taxonomia
Quercus merrillii va ser descrita per Karl Otto von Seemen i publicat a Repertorium Specierum Novarum Regni Vegetabilis 5: 21. 1908.
Etimologia
Quercus: nom genèric del llatí que designava igualment al roure i a l'alzina.
merrillii: epítet atorgat en honor d'Elmer Drew Merrill professor d'universitat i botànic estatunidenc (1876-1956).
Sinonímia
- Cyclobalanopsis merrillii (Seemen) Schottky[3][4][5]